# Homem de Tepexpan
O Homem de Tepexpan é um esqueleto de mulher da era pré-colombiana, descoberto pelo arqueólogo Helmut de Terra em fevereiro de 1947, nas margens do antigo Lago de Texcoco, no centro do México. O esqueleto foi encontrado perto de restos de mamutes e acredita-se que tenha pelo menos 10.000 anos de idade. Foi fantasiosamente saudado pela revista Time como o soldado mais velho do México. O esqueleto foi encontrado deitado de bruços, com os braços sob o tórax e as pernas encolhidas na altura do estômago. O corpo provavelmente afundou na lama ao redor, deixando ombros, costas e quadris expostos, o que pode explicar por que esses elementos estão faltando. É possível que o corpo tenha sido originalmente depositado no lago.

## Análises

### Idade
Depósitos aluviais sobrepostos por camadas de carbonato de cálcio, sedimentos lacustres e depósitos recentes dataram o local onde o Homem de Tepexpan foi encontrado em cerca de 8 000 a 10 000 anos atrás. Escavações revelaram os restos de cinco mamutes que foram encontrados perto do esqueleto e associados a flocos de obsidiana. Portanto, acreditava-se originalmente que o Homem de Tepexpan datava de cerca de 10 000 anos atrás. No entanto, anos depois, os pesquisadores revisitaram o esqueleto e dataram os restos mortais usando métodos de radiocarbono. Em seguida, descobriu-se que tinha cerca de 2 000 anos. A Dra. Silvia Gonzalez, professora de geoarqueologia da Universidade John Moore em Liverpool, Reino Unido, usou a análise de isótopos de urânio para datar o esqueleto. Os resultados mostraram que o Homem de Tepexpan tinha 4 700 anos. Ela argumenta que a contaminação dos restos mortais levou às datas obscuras de radiocarbono. Outros críticos afirmaram que o Homem de Tepexpan tratou-se de uma intrusão, pois ele foi enterrado em uma data posterior, mas escavado em materiais do Pleistoceno.
Uma análise do Homem de Tepexpan publicada na edição de 1947 da The Science Newsletter afirma que o indivíduo tinha pelo menos 40 anos no momento de sua morte. Isso foi determinado por "linhas de junção unidas no crânio" (referindo-se a suturas) e epífises fundidas em ossos longos.

### Sexo
Em seu relatório preliminar, Helmut de Terra afirma que "Os outros ossos, em conjunto com o crânio, indicam que a pessoa era do sexo masculino." Com base na análise de DNA, um arqueólogo mexicano propôs que o Homem de Tepexpan era na verdade uma mulher.

### Trauma
O Homem de Tepexpan exibe uma fratura curada em sua ulna direita. De Terra formulou a hipótese de que, devido à sua fratura e proximidade com os fósseis de mamutes, o Homem de Tepexpan pode ter sido um caçador que foi morto por seus semelhantes ou mortalmente ferido durante a caça. A Science Newsletter afirma que o indivíduo sofria de rigidez da nuca devido aos muitos depósitos calcário nas vértebras cervicais. Isso significa que o Homem de Tepexpan provavelmente sofria de uma artrite.

### Outras
A Science Newsletter descreveu o Homem de Tepexpan em sua edição de 1947. Ela o descreveu como tendo "um crânio de abóbada alta e revestimento fina" que continha "um cérebro com o mesmo tamanho dos de índios atuais". Os escritores descreveram uma linha mandibular "solidamente construída" e sobrancelhas "proeminentes", bem como um "queixo brusco proeminente" que o separaria dos primeiros Neandertais. O Homem de Tepexpan tinha apenas três dentes restantes em seu maxilar. Em sua mandíbula, todos os molares haviam desaparecido antes de sua morte. Isso foi evidenciado pelas cavidades alveolares sendo cicatrizadas e alisadas na mandíbula. O que sobrou na mandíbula incluía incisivos, "dentes de olho" e pré-molares desgastados, mas ainda em condições decentes.

## Ambiente do Lago de Texcoco
A Dra. Gonzalez também reconstruiu o ambiente do Lago de Texcoco na época do Homem de Tepexpan, analisando sedimentos e fósseis da área. A Dra. Gonzalez e sua equipe analisaram areia, argila e cinzas vulcânicas, bem como fósseis de diatomáceas (algas microscópicas) e ostracodes (uma forma de pequeno crustáceo). Quando o Homem de Tepexpan era vivo, o lago era muito profundo, cheio de peixes e rodeado por árvores. O ambiente ao redor do Lago de Texcoco passou por grandes mudanças nos últimos 20 000 anos, incluindo várias erupções vulcânicas, mudanças nos níveis de água e vários tipos de vegetação. Essas mudanças ambientais afetaram claramente as populações que viviam na área. Hoje, o Lago de Texcoco está quase seco. Situa-se na periferia nordeste da Cidade do México.
As datas de radiocarbono AMS associadas à sucessão sedimentar em Tepexpan mostram idades entre 19 110±90 e 612±2 214C anos AP. Novas séries de urânio datam o esqueleto em 4 700±200 anos AP, o que indicaria uma idade holocênica. A sucessão sedimentar foi estudada por meio de análises isotópicas, diatomáceas, geoquímicas orgânicas e tefrocronológicas. Essas linhas de evidência sugerem que houve grandes mudanças ao redor do Lago de Texcoco em termos de equilíbrio entre plantas aquáticas e terrestres, plantas C3 e C4, condições salinas, alcalinas e de água doce, atividade vulcânica, retrabalho de sedimentos do lago e entrada da bacia de drenagem ao longo do final do Pleistoceno e final do Holoceno. Essas mudanças também tiveram grandes efeitos nas populações humanas pré-históricas que viviam ao redor do lago nessa época.